# Josef Schramm (Geograph)
Josef Schramm (* 14. Oktober 1919 in Kula, Königreich der Serben, Kroaten und Slowenen; † 18. März 2001 in Innsbruck, Österreich) war ein österreichischer Hochschullehrer, Geograph und Bakteriologe.

## Leben und Werk
Schramm sprach neben Deutsch als Muttersprache auch Ungarisch als Schul- und Umgangssprache. Daneben erlernte er Kroatisch und Französisch am Jesuitengymnasium im bosnischen Travnik. Er absolvierte 1941 die deutsche Lehrerbildungsanstalt in Vrbas. Danach war er zunächst als Volksschullehrer im Königreich Jugoslawien tätig. Sein Geographiestudium an der Universität Skopje  musste er 1941 abbrechen, da er nach dem Balkanfeldzug als Dolmetscher zur Wehrmacht einberufen wurde. Darauf studierte er, zeitweise vom Dienst freigestellt, Geographie, Geschichte, Völkerkunde und vergleichende Philologie an den Universitäten Wien und Berlin. 
1946 promovierte er an der Universität Innsbruck unter Hans Kinzl mit einer Arbeit über die Kulturlandschaftsgestaltung der Batschka und habilitierte 1968 an der Universität Salzburg. Sein wissenschaftliches Fachgebiet war die Geographie unter besonderer Berücksichtigung völkerkundlicher Methoden. 1962 wurde er wissenschaftlicher Leiter des Instituts für soziale Zusammenarbeit in Freiburg im Breisgau. 1967 war er als Geograph an der Universität Salzburg tätig. Neben seinen Arbeiten über das Kulturlandschaftsbild der donauschwäbischen Siedlungsgebiete und im südöstlichen Mitteleuropa waren vor allem seine kulturgeographischen Arbeiten über afrikanische und überseeische Länder bedeutsam. 
Nach seinem Studium der Tropenmedizin in Paris arbeitete er als Bakteriologe am Krankenhaus Efok in Kamerun. Insgesamt war Schramm 14 Jahre in Afrika beschäftigt. Nach vielen Forschungsreisen, die ihn auch nach Westasien und Südamerika führten, veröffentlichte er 31 Bücher und rund 300 Aufsätze in deutscher und französischer Sprache. Er erforschte das Leben von Eingeborenenstämmen und konnte eine große Anzahl von Märchen, Fabeln, Legenden und schwarzafrikanischen Liedern aufzeichnen und in die französische und deutsche Sprache übersetzen. Er war Professor an der Université Cheikh Anta Diop de Dakar in Senegal. 1975 wurde er als Professor und Leiter der Abteilung „Länderkunde und Entwicklungsländer“ an die Universität Salzburg berufen. Er war Mitglied der Académie des Sciences d’Outre-Mer in Paris.

## Publikationen (Auswahl)
- Die Westsahara. Geographische Betrachtung einer mehrrassischen Gesellschaftsordnung der westsaharischen Viehzüchter in der Berührung mit der modernen Industriegesellschaft.  Pannonia-Verlag, Freilassing 1969
- Kamerun. Deutsche Afrika-Gesellschaft, Bonn 1970
- Zentralafrika: Äquatorialguinea, Gabun, Kamerun, Tschad, Zentralafrikanische Republik, Kongo/Brazzaville, Zaïre. Volk und Heimat, Buchenhain vor München 1972, ISBN 3-87936-034-0
- Interkonfessionelles aus Pannonien: Religionsgeographie aus dem donauschwäbischen Bereich. Pannonia-Verlag, Freilassing 1978